# Artemisia mattfeldii
Artemisia mattfeldii là một loài thực vật có hoa trong họ Cúc. Loài này được Pamp. mô tả khoa học đầu tiên năm 1930.